# Березівка (Гвардійський міський округ)
Березівка (рос. Берёзовка, Ґросс Оттенгаґен до 1947 року) — селище Гвардійського міського округу, Калінінградської області Росії. Входить до складу Озерковського сільського поселення.
Населення — 182 особи (2015 рік).

## Населення
| 2002 | 2010 |
| ---- | ---- |
| 243  | ↘182 |